# Hjalmar Åselius
Hjalmar Åselius, född 1 februari 1893 i Forsbacka, Valbo församling, Gävleborgs län, död juli 1967 Uppsala, Uppsala län, var en svensk industriman verksam inom Fagerstakoncernen.
Efter studier vid Örebro tekniska elementarskola med examen 1912, började han arbeta som ritare vid Forsbacka jernverks AB. Efter ett kort avhopp med arbete på AGA 1914, återkom han till Fagersta Bruks AB 1916 som smidesingenjör. 1928 blev han ingenjör för smedjor och valsverk vid Dannemoraverken och 1931 överingenjör där. Tillbaks i Fagersta Bruks AB 1935 blev han året efter teknisk direktör för Fagerstakoncernen, innan han 1939 blev vice VD för Fagersta Bruks AB, och slutligen disponent och VD 1942.
Denna befattning upprätthöll Åselius under koncernens expansiva och framgångsrika år efter andra världskriget fram till 1958, då han övergick att verka som styrelseledamot och ordförande 1960. Under perioden var han också fullmäktigeledamot  i Jernkontoret, vice ordförande i Sveriges Allmänna Exportförening och styrelseledamot i Sveriges Industriförbund. Förutom styrelseuppdrag i Fagersta Bruks AB, hade han även sådana i Husqvarna vapenfabriker sedan 1948, AB Industrivärden, ordförande i Städernas försäkringsbolag sedan 1950, Gullhögens bruk, byggnadsfirman Anders Diös AB och ASG. Åselius var fullmäktig i järnvägsstyrelsen åren 1958-1962 och ledamot av ett flertal statliga utredningar.
Han blev ledamot av Ingenjörsvetenskapsakademien 1952, Krigsvetenskapsakademin 1953 och Kungliga Gustav Adolfs Akademien för svensk folkkultur 1962. Åselius tilldelades bland annat utmärkelserna Kommendör 1 klass av Kungliga Vasaorden, Riddare av Kungliga Nordstjärneorden, Riddare 1 klass av Finlands Vita Ros’ orden och 3 klass av Finska Frihetskorset.
Uppmärksamheten i näringslivets rampljus drog också till sig intresse från Vänsterpartiet kommunisternas partiledare C.-H. Hermansson, som i sin debattbok 1965 ” Monopol och storfinans - de 15 familjerna” ville påvisa den maktkoncentration som enl honom kunde vara skadlig för samhällsutvecklingen.
Åselius däremot, kom från en i sammanhanget enkel bakgrund med föräldrarna smeden David Åselius och Margareta Nordlund. Själv gifte han sig 1922 med Rosa Ehrenström. Familjekretsen kom, i takt med barnens födelse och deras senare giftermål, att omfatta, Ulla född 1922 gift med Gunnar Stenberg; Margareta 1925 Sune Nyström; Elisabeth 1928 Einar Balte; Jan 1930 Karin Bergh; och Gunilla 1934 Birger Bergh, familjer som alla verkade i helt annan verksamhet, med några undantag, bl a Åselius enda son.